# Grube Irrbaum
Die Grube Irrbaum (auch Irrthum genannt, evtl. auch Jähebaum genannt) war ein Kupferbergwerk bei Sechshelden (Gemeinde Haiger) im Lahn-Dill-Kreis. Die Grube lag zwischen Sechshelden und Dillenburg an der alten Bundesstraße 277. Abgebaut wurde um das Jahr 1744 Kupfer und Eisen bis ca. 1896.

## Geschichte
Johannes Haas aus Sechshelden mutete zwischen dem 26. Juli 1773 und dem 4. Februar 1774 das ins Freie gefallene Bergwerk.
Der Hauptstollen soll ca. 500 m Länge aufgewiesen haben, wobei kurz vor Ende desselben ein 300 m langer Stollen abging, welcher nahezu parallel zum ersten Stollen zurück verlief. Vom einstigen Bergwerk ist über Tage fast nichts mehr zu erkennen. Einziger, etwas versteckter Zeuge ist eine Seitenmauer des zugeschütteten Stollenmundlochs in einem Gebüsch unterhalb der alten Bundesstraße 277. Dort dringt bei Regen vermehrt Wasser aus dem Hang. Die Vermutung liegt sehr nahe, dass es sich dabei um im alten Stollen gesammeltes Wasser handelt.